# Дорога на Сечь
«Дорога на Сечь» (укр. Дорога на Січ) — украинский художественный фильм 1994 года режиссёра Сергея Омельчука.
Фильм снят по мотивам романа Спиридона Черкасенко «Приключения молодого рыцаря», о событиях, предшествовавших освободительной борьбе под руководством Петра Сагайдачного.

## Сюжет
Юный Павло Похиленко помогает отцу обрабатывать поле, мать готовит им обед… Эту идиллию нарушает панский управляющий, который назначает 10 дней для отработки на панском поле. Свободолюбивый человек отказывается, в результате чего происходит стычка. Отец Павла вынужден бежать из родного Канева от панского гнева.
Павло вырос, возмужал… Его возлюбленная девушка Орыся приглянулась заезжему казацкому хорунжию Крыге, а затем и похотливому польскому графу Потоцкому. И если с Крыгой находит понимание полюбовно, то из рук Потоцкого свою невесту приходится освобождать силой.
Фильм завершается кадрами, когда Павло, вместе с другими казаками отправляется к Чёрному морю для освобождения товарищей, находящихся в турецком плену.

## В ролях
- Владимир Голубович[укр.] — Павло Похиленко
- Владимир Зозуля — Павло Похиленко
- Инна Капинос — Орыся
- Михаил Голубович — Джмиль
- Сергей Кучеренко — Денис Крыга
- Юрий Муравицкий — гетман Сагайдачный
- Юрий Евсюков — Ганджа
- Александр Заднепровский — Потоцкий
- Вячеслав Дубинин — Боюн
- Владимир Абазопуло — Ямпольский, ротмистр
- Константин Воробьёв — Овсей, служка корчмаря
- Назар Заднепровский — Панько (Пантелеймон Босый)
- Юлия Ткаченко — игуменья
- Раиса Недашковская — мать Орыси
- Андрей Подубинский — отец Павла
- Лидия Яремчук — мать Павла

## Съёмочная группа
- Авторы сценария: Богдан Жолдак, Сергей Омельчук[укр.], Леонид Череватенко
- Режиссёр-постановщик: Сергей Омельчук[укр.]
- Оператор-постановщик: Виталий Зимовец
- Художник-постановщик: Александр Шеремет[укр.]
- Композитор: Олег Кива

## Награды
- 1995 — Диплом МКФ славянских и православных народов «Золотой Витязь» (Минск, Белоруссия)

 Критерии отбора у нас <на фестивале> прежние — это соответствие девизу нашего кинофорума «За нравственные идеалы, за возвышение души человека». И вот этому девизу полностью отвечает последний фильм режиссёра Сергея Омельчука «Дорога на Сечь». Картина подлинно украинская, в традициях. А мне это особенно близко, так как предки мои — казаки запорожские.— Николай Бурляев в интервью г-те «Зеркало недели» об отборе на кинофестиваль «Золотой Витязь»
Исполнитель главной роли Владимир Голубович, старший сын актёра Михаила Голубовича, погиб на съёмках фильма 18 сентября 1994 года в Киеве. Актёру было 29 лет